# Ришом, Жозеф Теодор
Жозеф Теодор Ришом (фр. Joseph Théodore Richomme; 28 мая 1785[…], Париж — 22 сентября 1849, Париж) — французский гравёр и живописец, мастер репродукционного эстампа эры романтизма.

## Биография
Ученик живописца Реньо и гравера Ж.-Ж. Куани.
В 1806 году был удостоен Римской премии Французской академии в Риме. Став лауреатом Большой Римской премии, получил возможность отправиться в Рим и жить там в течение года за счёт патрона премии. Совершенствовал мастерство в Риме, изучая работы Рафаэля и Джулио Романо.
С 1826 года — член академии в Риме. Педагог. Воспитал многих талантливых художников, среди них: Пьер Франсуа Жиро, Антоний Олещинский, Фридрих Эдуард Эйхенс и другие.
Его заслуги перед отечеством были отмечены орденом Почётного легиона.
Отец художника Жюля Ришома (1818—1903).

## Труды
Гравировал работы знаменитых итальянских мастеров и портреты. К числу лучших из его эстампов относятся:
- Лореттская Мадонна,
- Адам и Ева,
- Пять чувств,
- Триумф Галатеи,
- Мадонна с книгой,
- Сон Младенца-Иисуса (все шесть с произведений Рафаэля,
- Нептун и Амфитрита (с Дж. Романо),
- il Silenzio (с Аннибале Карраччи),
- Фетида (с Ж. Герена),
- Бахус
- Андромаха и
- Дафнис и Хлоя (с Жерара),
- Генрих IV, забавляющий своих детей (с Энгра),
- портреты Людовика XVIII и герцогини Ангулемской.